# Zsarkovszkiji járás

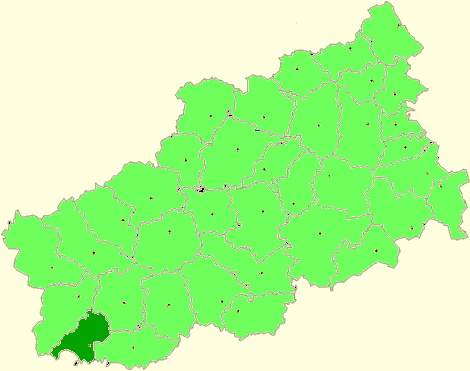
A Zsarkovszkiji járás a Tveri területen

A Zsarkovszkiji járás (oroszul Жарковский район) Oroszország egyik járása a Tveri területen. Székhelye Zsarkovszkij.

## Népesség
- 1989-ben 10 763 lakosa volt.
- 2002-ben 7 631 lakosa volt.
- 2010-ben 6 132 lakosa volt, melyből 5 724 orosz, 40 ukrán, 25 moldáv, 21 üzbég, 17 fehérorosz, 11 tadzsik stb.